# Liste der Orte im Landkreis Neustadt an der Aisch-Bad Windsheim
Die Liste der Orte im Landkreis Neustadt an der Aisch-Bad Windsheim listet die 409 amtlich benannten Gemeindeteile (Hauptorte, Kirchdörfer, Pfarrdörfer, Dörfer, Weiler und Einöden) im Landkreis auf.

## Systematische Liste
Alphabet der Städte und Gemeinden mit den zugehörigen Gemeindeteilen.
- Stadt Bad Windsheim mit 14 Gemeindeteilen:
  - Hauptort Bad Windsheim
  - Pfarrdorf Ickelheim
  - Kirchdörfer Berolzheim, Külsheim, Lenkersheim, Oberntief, Rüdisbronn, Wiebelsheim
  - Dörfer Erkenbrechtshofen, Humprechtsau, Unterntief
  - Weiler Walkmühle
  - Einöden Kleinwindsheimermühle, Rehhof

- Markt Baudenbach mit 6 Gemeindeteilen:
  - Hauptort Baudenbach
  - Kirchdorf Hambühl
  - Dörfer Frankenfeld, Höfen, Mönchsberg, Roßbach

- Stadt Burgbernheim mit 10 Gemeindeteilen:
  - Hauptort Burgbernheim
  - Pfarrdörfer Buchheim, Schwebheim
  - Kirchdorf Pfaffenhofen
  - Weiler Hochbach, Siedlung Erlach
  - Einöden Aumühle, Hagenmühle, Hilpertshof, Wildbad

- Markt Burghaslach mit 16 Gemeindeteilen:
  - Hauptort Burghaslach
  - Pfarrdörfer Breitenlohe, Kirchrimbach
  - Kirchdörfer Burghöchstadt, Gleißenberg
  - Dörfer Freihaslach, Fürstenforst, Münchhof, Niederndorf, Oberrimbach, Rosenbirkach, Seitenbuch, Unterrimbach
  - Weiler Buchbach, Harthof
  - Einöde Buchmühle

- Markt Dachsbach mit 7 Gemeindeteilen:
  - Hauptort Dachsbach
  - Pfarrdorf Oberhöchstädt
  - Dörfer Arnshöchstädt, Rauschenberg, Traishöchstädt
  - Einöden Göttelbrunn, Ziegelhütte

- Diespeck mit 12 Gemeindeteilen:
  - Pfarrdörfer Diespeck, Stübach
  - Dörfer Dettendorf, Ehe, Obersachsen, Untersachsen
  - Weiler Hanbach, Neumühle
  - Einöden Bruckenmühle, Klobenmühle, Schleifmühle, Sensenhammer

- Dietersheim mit 11 Gemeindeteilen:
  - Hauptort Dietersheim
  - Pfarrdorf Dottenheim
  - Kirchdorf Altheim
  - Dörfer Beerbach, Oberroßbach, Unterroßbach, Walddachsbach
  - Weiler Pechhütte
  - Einöden Hausenhof, Oberdachsbach, Schormühle

- Markt Emskirchen mit 31 Gemeindeteilen:
  - Hauptort Emskirchen
  - Pfarrdorf Brunn
  - Kirchdörfer Dürrnbuch, Neidhardswinden, Rennhofen
  - Dörfer Altschauerberg, Borbath, Bottenbach, Buchklingen, Eckenberg, Elgersdorf, Flugshof, Gunzendorf, Hohholz, Mausdorf, Neuschauerberg, Oberniederndorf, Pirkach
  - Weiler Grieshof, Kaltenneuses, Prackenhof, Riedelhof, Sixtmühle, Tanzenhaid
  - Einöden Fallmeisterei, Finkenmühle, Leitsmühle, Plankstatt, Schneemühle, Weihermühle, Wulkersdorf

- Ergersheim mit 6 Gemeindeteilen:
  - Pfarrdörfer Ergersheim, Ermetzhofen, Seenheim
  - Kirchdorf Neuherberg
  - Einöden Kellermühle, Obermühle

- Gallmersgarten mit 7 Gemeindeteilen:
  - Hauptort Gallmersgarten
  - Pfarrdörfer Mörlbach, Steinach an der Ens
  - Dörfer Bergtshofen, Landthurm, Steinach bei Rothenburg ob der Tauber
  - Einöde Habermühle

- Gerhardshofen mit 14 Gemeindeteilen:
  - Pfarrdorf Gerhardshofen
  - Kirchdörfer Forst, Kästel
  - Dörfer Birnbaum, Göttelhöf, Linden, Rappoldshofen, Willmersbach
  - Weiler Altenbuch, Emelsdorf
  - Einöden Eckenhof, Kleehof, Sintmannsbuch, Vahlenmühle

- Gollhofen mit 2 Gemeindeteilen:
  - Pfarrdorf Gollhofen
  - Kirchdorf Gollachostheim

- Gutenstetten mit 7 Gemeindeteilen:
  - Pfarrdorf Gutenstetten
  - Kirchdorf Reinhardshofen
  - Dörfer Bergtheim, Kleinsteinach, Pahres, Rockenbach
  - Weiler Haag

- Hagenbüchach mit 6 Gemeindeteilen:
  - Pfarrdorf Hagenbüchach
  - Dörfer Bräuersdorf, Oberfembach
  - Weiler Erlachsmühle, Trübenbronn
  - Einöde Brandhof

- Hemmersheim mit 6 Gemeindeteilen:
  - Pfarrdörfer Gülchsheim, Hemmersheim, Lipprichhausen
  - Kirchdorf Pfahlenheim
  - Einöden Obere Mühle und Untere Mühle

- Illesheim mit 7 Gemeindeteilen:
  - Pfarrdörfer Illesheim, Urfersheim, Westheim
  - Dorf Sontheim
  - Einöden Aischmühle, Eisenmühle, Gackenmühle

- Markt Ippesheim mit 5 Gemeindeteilen:
  - Hauptort Ippesheim
  - Pfarrdorf Herrnberchtheim
  - Kirchdorf Bullenheim
  - Einöden Gemeindemühle, Winkelmühle

- Markt Ipsheim mit 11 Gemeindeteilen:
  - Hauptort Ipsheim
  - Pfarrdorf Kaubenheim
  - Kirchdorf Oberndorf
  - Dörfer Eichelberg, Holzhausen, Weimersheim
  - Weiler Bühlberg, Mailheim
  - Einöden Mäusberg, Nundorfermühle
  - Burg Hoheneck

- Langenfeld mit 3 Gemeindeteilen:
  - Pfarrdorf Langenfeld
  - Weiler Hohenholz
  - Einöde Lamprechtsmühle

- Markt Bibart mit 6 Gemeindeteilen:
  - Hauptort Markt Bibart
  - Pfarrdorf Altmannshausen
  - Kirchdorf Ziegenbach
  - Weiler Altenspeckfeld, Enzlar
  - Siedlung Fuchsau

- Markt Erlbach mit 33 Gemeindeteilen:
  - Hauptort Markt Erlbach
  - Pfarrdorf Linden
  - Kirchdorf Jobstgreuth
  - Dörfer Altselingsbach, Altziegenrück, Buchen, Eschenbach, Hagenhofen, Häringsmühle, Kappersberg, Klausaurach, Kotzenaurach, Losaurach, Mettelaurach, Mosbach, Oberulsenbach, Rimbach, Siedelbach, Wilhelmsgreuth
  - Weiler Haidt, Blümleinsmühle, Kemmathen, Morbach
  - Einöden Fallhaus, Haaghof, Holzmühle, Knochenhof, Mittelmühle, Pilsenmühle, Röschenmühle, Waldhaus, Wasserhaus, Ziegelhütte

- Markt Nordheim mit 7 Gemeindeteilen:
  - Hauptort Markt Nordheim
  - Pfarrdörfer Herbolzheim, Ulsenheim
  - Dorf Kottenheim
  - Siedlung Wüstphül
  - Einöden Seehaus, Wildberghof

- Markt Taschendorf mit 11 Gemeindeteilen:
  - Hauptort Markt Taschendorf
  - Pfarrdorf Obersteinbach
  - Dörfer Birkach, Frankfurt, Hombeer, Lachheim, Obertaschendorf
  - Weiler Lerchenhöchstadt, Wilhelminenberg
  - Einöden Butzenmühle, Klösmühle

- Marktbergel mit 4 Gemeindeteilen:
  - Hauptort Marktbergel
  - Pfarrdorf Ottenhofen
  - Dorf Ermetzhof
  - Siedlung Munasiedlung

- Münchsteinach mit 8 Gemeindeteilen:
  - Pfarrdorf Münchsteinach
  - Kirchdorf Altershausen
  - Dörfer Abtsgreuth, Mittelsteinach, Neuebersbach
  - Einöden Pirkachshof, Undungsmühle, Weihermühle

- Markt Neuhof an der Zenn mit 14 Gemeindeteilen:
  - Hauptort Neuhof a.d.Zenn
  - Kirchdörfer Hirschneuses, Oberfeldbrecht
  - Dörfer Adelsdorf, Neukatterbach, Neuselingsbach, Neuziegenrück, Unterfeldbrecht
  - Weiler Straußmühle, Vockenroth
  - Einöden Dietrichshof, Eichenmühle, Rothenhof, Ziegelhütte

- Stadt Neustadt an der Aisch mit 21 Gemeindeteilen:
  - Hauptort Neustadt a.d.Aisch
  - Pfarrdörfer Schauerheim, Unternesselbach
  - Kirchdörfer Birkenfeld, Herrnneuses, Unterschweinach
  - Dörfer Diebach, Eggensee, Hasenlohe, Kleinerlbach, Obernesselbach, Oberschweinach, Oberstrahlbach, Schellert, Unterstrahlbach
  - Weiler Stöckach
  - Einöden Chausseehaus, Hohenwürzburg, Pulvermühle, Virnsbergerhaag.

- Oberickelsheim mit 3 Gemeindeteilen:
  - Kirchdörfer Oberickelsheim, Geißlingen, Rodheim

- Markt Obernzenn mit 17 Gemeindeteilen:
  - Hauptort Obernzenn
  - Pfarrdorf Egenhausen, Unteraltenbernheim
  - Kirchdörfer Unternzenn, Urphertshofen
  - Dörfer Breitenau, Hechelbach, Limbach, Oberaltenbernheim, Rappenau, Wimmelbach
  - Weiler Brachbach, Esbach, Straßenhof
  - Einöden Binsmühle, Hörhof, Sichelbronn

- Markt Oberscheinfeld mit 19 Gemeindeteilen:
  - Hauptort Oberscheinfeld
  - Pfarrdorf Stierhöfstetten
  - Kirchdörfer Appenfelden, Prühl
  - Dörfer Herpersdorf, Krettenbach, Oberambach
  - Weiler Herper, Schönaich
  - Einöden Lohmühle, Mannhof, Oefelesmühle, Prühlermühle, Schloßmühle, Herrnberg, Schönaichermühle, Seufertshof, Ziegelhütte, Ziegelmühle

- Stadt Scheinfeld mit 18 Gemeindeteilen:
  - Hauptort Scheinfeld
  - Pfarrdörfer Klosterdorf, Kornhöfstadt, Schnodsenbach
  - Kirchdörfer Oberlaimbach, Unterlaimbach, Erlabronn
  - Dörfer Burgambach, Grappertshofen, Hohlweiler, Neuses, Ruthmannsweiler, Thierberg, Zeisenbronn
  - Einöden Einsiedelei, Hohlweilermühle, Vettermühle
  - Schloss Schwarzenberg

- Simmershofen mit 6 Gemeindeteilen:
  - Pfarrdörfer Simmershofen, Equarhofen
  - Kirchdörfer Adelhofen, Auernhofen, Hohlach
  - Dorf Walkershofen

- Markt Sugenheim mit 13 Gemeindeteilen:
  - Hauptort Sugenheim
  - Pfarrdörfer Deutenheim, Ezelheim, Krassolzheim, Krautostheim, Ullstadt
  - Kirchdörfer Ingolstadt, Neundorf
  - Dorf Hürfeld
  - Weiler Dutzenthal, Rüdern
  - Einöden Modelsmühle, Wiesenmühle

- Trautskirchen mit 10 Gemeindeteilen:
  - Pfarrdorf Trautskirchen
  - Dörfer Buch, Dagenbach, Einersdorf, Fröschendorf, Hohenroth, Merzbach, Steinbach
  - Weiler Schußbach, Stöckach

- Markt Uehlfeld mit 13 Gemeindeteilen:
  - Hauptort Uehlfeld
  - Pfarrdorf Schornweisach
  - Dörfer Demantsfürth, Peppenhöchstädt, Rohensaas, Tragelhöchstädt, Voggendorf
  - Weiler Gottesgab, Wallmershof
  - Wochenendhaussiedlung Egelsbach
  - Einöden Eselsmühle, Hohenmühle, Nonnenmühle

- Stadt Uffenheim mit 13 Gemeindeteilen:
  - Hauptort Uffenheim
  - Pfarrdörfer Langensteinach, Wallmersbach
  - Kirchdörfer Custenlohr, Rudolzhofen, Uttenhofen, Welbhausen
  - Dörfer Brackenlohr, Kleinharbach
  - Weiler Hinterpfeinach, Schafhof, Vorderpfeinach
  - Einöde Aspachhof

- Weigenheim mit 7 Gemeindeteilen:
  - Hauptort Weigenheim
  - Pfarrdorf Reusch
  - Kirchdorf Geckenheim
  - Weiler Schloß Frankenberg
  - Einöden Hasenmühle, Lanzenmühle, Zellesmühle

- Wilhelmsdorf mit 6 Gemeindeteilen:
  - Pfarrdorf Wilhelmsdorf
  - Dörfer Ebersbach, Oberalbach
  - Weiler Trabelshof
  - Einöden Stadelhof, Unteralbachermühle

## Alphabetische Liste
In Fettschrift erscheinen die Orte, die namengebend für die Gemeinde sind.

### A
- Abtsgreuth zu Münchsteinach
- Adelhofen zu Simmershofen
- Adelsdorf zu Neuhof a.d.Zenn
- Aischmühle zu Illesheim
- Altenbuch zu Gerhardshofen
- Altheim zu Dietersheim
- Altenspeckfeld zu Markt Bibart
- Altershausen zu Münchsteinach
- Altmannshausen zu Markt Bibart
- Altschauerberg zu Emskirchen
- Altselingsbach zu Markt Erlbach
- Altziegenrück zu Markt Erlbach
- Appenfelden zu Oberscheinfeld
- Arnshöchstädt zu Dachsbach
- Aspachhof zu Uffenheim
- Auernhofen zu Simmershofen
- Aumühle zu Burgbernheim

### B
- Bad Windsheim
- Baudenbach
- Beerbach zu Dietersheim
- Bergtheim zu Gutenstetten
- Bergtshofen zu Gallmersgarten
- Berolzheim zu Bad Windsheim
- Binsmühle zu Obernzenn
- Birkach zu Markt Taschendorf
- Birkenfeld zu Neustadt a.d.Aisch
- Birnbaum zu Gerhardshofen
- Blümleinsmühle zu Markt Erlbach
- Borbath zu Emskirchen
- Bottenbach zu Emskirchen
- Brachbach zu Obernzenn
- Brackenlohr zu Uffenheim
- Brandhof zu Hagenbüchach
- Bräuersdorf zu Hagenbüchach
- Breitenau zu Obernzenn
- Breitenlohe zu Burghaslach
- Bruckenmühle zu Diespeck
- Brunn zu Emskirchen
- Buch zu Trautskirchen
- Buchbach zu Burghaslach
- Buchen zu Markt Erlbach
- Buchheim zu Burgbernheim
- Buchklingen zu Emskirchen
- Buchmühle zu Burghaslach
- Bühlberg zu Ipsheim
- Bullenheim zu Ippesheim
- Burgambach zu Scheinfeld
- Burgbernheim
- Burghaslach
- Burghöchstadt zu Burghaslach
- Butzenmühle zu Markt Taschendorf

### C
- Chausseehaus zu Neustadt a.d.Aisch
- Custenlohr zu Uffenheim

### D
- Dachsbach
- Dagenbach zu Trautskirchen
- Demantsfürth zu Uehlfeld
- Dettendorf zu Diespeck
- Deutenheim zu Sugenheim
- Diebach zu Neustadt a.d.Aisch
- Diespeck
- Dietersheim
- Dietrichshof zu Neuhof a.d.Zenn
- Dottenheim zu Dietersheim
- Dürrnbuch zu Emskirchen
- Dutzenthal zu Sugenheim

### E
- Ebersbach zu Wilhelmsdorf
- Eckenberg zu Emskirchen
- Eckenhof zu Gerhardshofen
- Egelsbach zu Uehlfeld
- Egenhausen zu Obernzenn
- Eggensee zu Neustadt a.d.Aisch
- Ehe zu Diespeck
- Eichelberg zu Ipsheim
- Eichenmühle zu Neuhof a.d.Zenn
- Einersdorf zu Trautskirchen
- Einsiedelei zu Scheinfeld
- Eisenmühle zu Illesheim
- Elgersdorf zu Emskirchen
- Emelsdorf zu Gerhardshofen
- Emskirchen
- Enzlar zu Markt Bibart
- Equarhofen zu Simmershofen
- Ergersheim
- Erkenbrechtshofen zu Bad Windsheim
- Erlabronn zu Scheinfeld
- Erlachsmühle zu Hagenbüchach
- Ermetzhof zu Marktbergel
- Ermetzhofen zu Ergersheim
- Esbach zu Obernzenn
- Eschenbach zu Markt Erlbach
- Eselsmühle zu Uehlfeld
- Ezelheim zu Sugenheim

### F
- Fallhaus zu Markt Erlbach
- Fallmeisterei zu Emskirchen
- Finkenmühle zu Emskirchen
- Flugshof zu Emskirchen
- Forst zu Gerhardshofen
- Frankenfeld zu Baudenbach
- Frankfurt zu Markt Taschendorf
- Freihaslach zu Burghaslach
- Fröschendorf zu Trautskirchen
- Fuchsau zu Markt Bibart
- Fürstenforst zu Burghaslach

### G
- Gackenmühle zu Illesheim
- Gallmersgarten
- Geckenheim zu Weigenheim
- Geißlingen zu Oberickelsheim
- Gemeindemühle zu Ippesheim
- Gerhardshofen
- Gleißenberg zu Burghaslach
- Gollachostheim zu Gollhofen
- Gollhofen
- Göttelbrunn zu Dachsbach
- Göttelhöf zu Gerhardshofen
- Gottesgab zu Uehlfeld
- Grappertshofen zu Scheinfeld
- Grieshof zu Emskirchen
- Gülchsheim zu Hemmersheim
- Gunzendorf zu Emskirchen
- Gutenstetten

### H
- Haag zu Gutenstetten
- Haaghof zu Markt Erlbach
- Habermühle zu Gallmersgarten
- Hagenbüchach
- Hagenhofen zu Markt Erlbach
- Hagenmühle zu Burgbernheim
- Haidt zu Markt Erlbach
- Hambühl zu Baudenbach
- Hanbach zu Diespeck
- Häringsmühle zu Markt Erlbach
- Harthof zu Burghaslach
- Hasenlohe zu Neustadt a.d.Aisch
- Hasenmühle zu Weigenheim
- Hausenhof zu Dietersheim
- Hechelbach zu Obernzenn
- Hemmersheim
- Herbolzheim zu Markt Nordheim
- Herper zu Oberscheinfeld
- Herpersdorf zu Oberscheinfeld
- Herrnberchtheim zu Ippesheim
- Herrnberg zu Oberscheinfeld
- Herrnneuses zu Neustadt a.d.Aisch
- Hilpertshof zu Burgbernheim
- Hinterpfeinach zu Uffenheim
- Hirschneuses zu Neuhof a.d.Zenn
- Hochbach zu Burgbernheim
- Höfen zu Baudenbach
- Hoheneck zu Ipsheim
- Hohenholz zu Langenfeld
- Hohenmühle zu Uehlfeld
- Hohenroth zu Trautskirchen
- Hohenwürzburg zu Neustadt a.d.Aisch
- Hohholz zu Emskirchen
- Hohlach zu Simmershofen
- Hohlweiler zu Scheinfeld
- Hohlweilermühle zu Scheinfeld
- Holzhausen zu Ipsheim
- Holzmühle zu Markt Erlbach
- Hombeer zu Markt Taschendorf
- Hörhof zu Obernzenn
- Humprechtsau zu Bad Windsheim
- Hürfeld zu Sugenheim

### I
- Ickelheim zu Bad Windsheim
- Illesheim
- Ingolstadt zu Sugenheim
- Ippesheim
- Ipsheim

### J
- Jobstgreuth zu Markt Erlbach

### K
- Kaltenneuses zu Emskirchen
- Kappersberg zu Markt Erlbach
- Kästel zu Gerhardshofen
- Kaubenheim zu Ipsheim
- Kellermühle zu Ergersheim
- Kemmathen zu Markt Erlbach
- Kirchrimbach zu Burghaslach
- Klausaurach zu Markt Erlbach
- Kleehof zu Gerhardshofen
- Kleinerlbach zu Neustadt a.d.Aisch
- Kleinharbach zu Uffenheim
- Kleinsteinach zu Gutenstetten
- Kleinwindsheimermühle zu Bad Windsheim
- Klobenmühle zu Diespeck
- Klösmühle zu Markt Taschendorf
- Klosterdorf zu Scheinfeld
- Knochenhof zu Markt Erlbach
- Kornhöfstadt zu Scheinfeld
- Kottenheim zu Markt Nordheim
- Kotzenaurach zu Markt Erlbach
- Krassolzheim zu Sugenheim
- Krautostheim zu Sugenheim
- Krettenbach zu Oberscheinfeld
- Külsheim zu Bad Windsheim

### L
- Lachheim zu Markt Taschendorf
- Lamprechtsmühle zu Langenfeld
- Landthurm zu Gallmersgarten
- Langenfeld
- Langensteinach zu Uffenheim
- Lanzenmühle zu Weigenheim
- Leitsmühle zu Emskirchen
- Lenkersheim zu Bad Windsheim
- Lerchenhöchstadt zu Markt Taschendorf
- Limbach zu Obernzenn
- Linden zu Gerhardshofen
- Linden zu Markt Erlbach
- Lipprichhausen zu Hemmersheim
- Lohmühle zu Oberscheinfeld
- Losaurach zu Markt Erlbach

### M
- Mailheim zu Ipsheim
- Mannhof zu Oberscheinfeld
- Markt Bibart
- Markt Erlbach
- Markt Nordheim
- Markt Taschendorf
- Marktbergel
- Mäusberg zu Ipsheim
- Mausdorf zu Emskirchen
- Merzbach zu Trautskirchen
- Mettelaurach zu Markt Erlbach
- Mittelmühle zu Markt Erlbach
- Mittelsteinach zu Münchsteinach
- Modelsmühle zu Sugenheim
- Mönchsberg zu Baudenbach
- Morbach zu Markt Erlbach
- Mörlbach zu Gallmersgarten
- Mosbach zu Markt Erlbach
- Munasiedlung zu Marktbergel
- Münchhof zu Burghaslach
- Münchsteinach

### N
- Neidhardswinden zu Emskirchen
- Neuebersbach zu Münchsteinach
- Neuherberg zu Ergersheim
- Neuhof a.d.Zenn
- Neukatterbach zu Neuhof a.d.Zenn
- Neumühle zu Diespeck
- Neundorf zu Sugenheim
- Neuschauerberg zu Emskirchen
- Neuselingsbach zu Neuhof a.d.Zenn
- Neuses zu Scheinfeld
- Neustadt a.d.Aisch
- Neuziegenrück zu Neuhof a.d.Zenn
- Niederndorf zu Burghaslach
- Nonnenmühle zu Uehlfeld
- Nundorfermühle zu Ipsheim

### O
- Oberalbach zu Wilhelmsdorf
- Oberaltenbernheim zu Obernzenn
- Oberambach zu Oberscheinfeld
- Oberdachsbach zu Dietersheim
- Obere Mühle zu Hemmersheim
- Oberfeldbrecht zu Neuhof a.d.Zenn
- Oberfembach zu Hagenbüchach
- Oberhöchstädt zu Dachsbach
- Oberickelsheim
- Oberlaimbach zu Scheinfeld
- Obermühle zu Ergersheim
- Oberndorf zu Ipsheim
- Obernesselbach zu Neustadt a.d.Aisch
- Oberniederndorf zu Emskirchen
- Oberntief zu Bad Windsheim
- Obernzenn
- Oberrimbach zu Burghaslach
- Oberroßbach zu Dietersheim
- Obersachsen zu Diespeck
- Oberscheinfeld
- Oberschweinach zu Neustadt a.d.Aisch
- Obersteinbach zu Markt Taschendorf
- Oberstrahlbach zu Neustadt a.d.Aisch
- Obertaschendorf zu Markt Taschendorf
- Oberulsenbach zu Markt Erlbach
- Oefelesmühle zu Oberscheinfeld
- Ottenhofen zu Marktbergel

### P
- Pahres zu Gutenstetten
- Pechhütte zu Dietersheim
- Peppenhöchstädt zu Uehlfeld
- Pfaffenhofen zu Burgbernheim
- Pfahlenheim zu Hemmersheim
- Pilsenmühle zu Markt Erlbach
- Pirkach zu Emskirchen
- Pirkachshof zu Münchsteinach
- Plankstatt zu Emskirchen
- Prackenhof zu Emskirchen
- Prühl zu Oberscheinfeld
- Prühlermühle zu Oberscheinfeld
- Pulvermühle zu Neustadt a.d.Aisch

### R
- Rappenau zu Obernzenn
- Rappoldshofen zu Gerhardshofen
- Rauschenberg zu Dachsbach
- Rehhof zu Bad Windsheim
- Reinhardshofen zu Gutenstetten
- Rennhofen zu Emskirchen
- Reusch zu Weigenheim
- Riedelhof zu Emskirchen
- Rimbach zu Markt Erlbach
- Rockenbach zu Gutenstetten
- Rodheim zu Oberickelsheim
- Rohensaas zu Uehlfeld
- Röschenmühle zu Markt Erlbach
- Rosenbirkach zu Burghaslach
- Roßbach zu Baudenbach
- Rothenhof zu Neuhof a.d.Zenn
- Rüdern zu Sugenheim
- Rüdisbronn zu Bad Windsheim
- Rudolzhofen zu Uffenheim
- Ruthmannsweiler zu Scheinfeld

### S
- Schafhof zu Uffenheim
- Schauerheim zu Neustadt a.d.Aisch
- Scheinfeld zu Scheinfeld
- Schellert zu Neustadt a.d.Aisch
- Schleifmühle zu Diespeck
- Schloß Frankenberg zu Weigenheim
- Schloss Schwarzenberg zu Scheinfeld
- Schloßmühle zu Oberscheinfeld
- Schneemühle zu Emskirchen
- Schnodsenbach zu Scheinfeld
- Schönaich zu Oberscheinfeld
- Schönaichermühle zu Oberscheinfeld
- Schormühle zu Dietersheim
- Schornweisach zu Uehlfeld
- Schußbach zu Trautskirchen
- Schwebheim zu Burgbernheim
- Seehaus zu Markt Nordheim
- Seenheim zu Ergersheim
- Seitenbuch zu Burghaslach
- Sensenhammer zu Diespeck
- Seufertshof zu Oberscheinfeld
- Sichelbronn zu Obernzenn
- Siedelbach zu Markt Erlbach
- Siedlung Erlach zu Burgbernheim
- Simmershofen
- Sintmannsbuch zu Gerhardshofen
- Sixtmühle zu Emskirchen
- Sontheim zu Illesheim
- Stadelhof zu Wilhelmsdorf
- Steinach a.d.Ens zu Gallmersgarten
- Steinach b.Rothenburg o.d. Tauber zu Gallmersgarten
- Steinbach zu Trautskirchen
- Stierhöfstetten zu Oberscheinfeld
- Stöckach zu Neustadt a.d.Aisch
- Stöckach zu Trautskirchen
- Straßenhof zu Obernzenn
- Straußmühle zu Neuhof a.d.Zenn
- Stübach zu Diespeck
- Sugenheim

### T
- Tanzenhaid zu Emskirchen
- Thierberg zu Scheinfeld
- Trabelshof zu Wilhelmsdorf
- Tragelhöchstädt zu Uehlfeld
- Traishöchstädt zu Dachsbach
- Trautskirchen
- Trübenbronn zu Hagenbüchach

### U
- Uehlfeld
- Uffenheim
- Ullstadt zu Sugenheim
- Ulsenheim zu Markt Nordheim
- Undungsmühle zu Münchsteinach
- Unteralbachermühle zu Wilhelmsdorf
- Unteraltenbernheim zu Obernzenn
- Untere Mühle zu Hemmersheim
- Unterfeldbrecht zu Neuhof a.d.Zenn
- Unterlaimbach zu Scheinfeld
- Unternesselbach zu Neustadt a.d.Aisch
- Unterntief zu Bad Windsheim
- Unternzenn zu Obernzenn
- Unterrimbach zu Burghaslach
- Unterroßbach zu Dietersheim
- Untersachsen zu Diespeck
- Unterschweinach zu Neustadt a.d.Aisch
- Unterstrahlbach zu Neustadt a.d.Aisch
- Urfersheim zu Illesheim
- Urphertshofen zu Obernzenn
- Uttenhofen zu Uffenheim

### V
- Vahlenmühle zu Gerhardshofen
- Vettermühle zu Scheinfeld
- Virnsbergerhaag zu Neustadt a.d.Aisch
- Vockenroth zu Neuhof a.d.Zenn
- Voggendorf zu Uehlfeld
- Vorderpfeinach zu Uffenheim

### W
- Walddachsbach zu Dietersheim
- Waldhaus zu Markt Erlbach
- Walkershofen zu Simmershofen
- Walkmühle zu Bad Windsheim
- Wallmersbach zu Uffenheim
- Wallmershof zu Uehlfeld
- Wasserhaus zu Markt Erlbach
- Weigenheim
- Weihermühle zu Emskirchen
- Weihermühle zu Münchsteinach
- Weimersheim zu Ipsheim
- Welbhausen zu Uffenheim
- Westheim zu Illesheim
- Wiebelsheim zu Bad Windsheim
- Wiesenmühle zu Sugenheim
- Wildbad zu Burgbernheim
- Wildberghof zu Markt Nordheim
- Wilhelminenberg zu Markt Taschendorf
- Wilhelmsdorf
- Wilhelmsgreuth zu Markt Erlbach
- Willmersbach zu Gerhardshofen
- Wimmelbach zu Obernzenn
- Winkelmühle zu Ippesheim
- Wulkersdorf zu Emskirchen
- Wüstphül zu Markt Nordheim

### Z
- Zeisenbronn zu Scheinfeld
- Zellesmühle zu Weigenheim
- Ziegelhütte zu Dachsbach
- Ziegelhütte zu Markt Erlbach
- Ziegelhütte zu Neuhof a.d.Zenn
- Ziegelhütte zu Oberscheinfeld
- Ziegelmühle zu Oberscheinfeld
- Ziegenbach zu Markt Bibart

| ↑ Zurück zum Inhaltsverzeichnis |